# Суэш
Суэ́ш (фр. Soueich, окс. Soeish) — коммуна во Франции, находится в регионе Юг — Пиренеи. Департамент — Верхняя Гаронна. Входит в состав кантона Аспе. Округ коммуны — Сен-Годенс.
Код INSEE коммуны — 31550.

## География

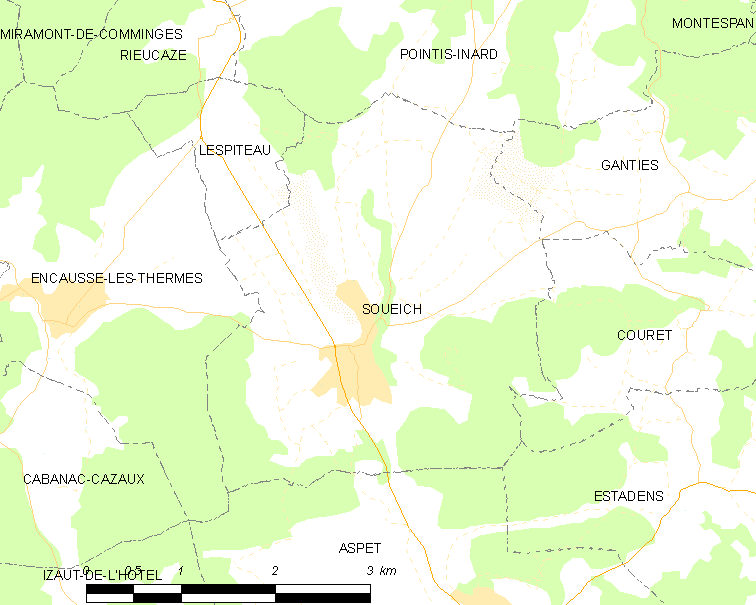
Карта коммуны

Коммуна расположена приблизительно в 660 км к югу от Парижа, в 85 км к юго-западу от Тулузы.
По территории коммуны протекает река Жер.

## Климат
Климат умеренно-океанический. Зима мягкая и снежная, весна характеризуется сильными дождями и грозами, лето сухое и жаркое, осень солнечная. Преобладают сильные юго-восточные и северо-западные ветры.

## Население
Население коммуны на 2010 год составляло 542 человека.
| 1962 | 1968 | 1975 | 1982 | 1990 | 1999 | 2010 |
| ---- | ---- | ---- | ---- | ---- | ---- | ---- |
| 521  | 539  | 483  | 467  | 502  | 502  | 542  |

## Администрация
| Период | Период | Фамилия      | Партия | Примечания                                  |
| ------ | ------ | ------------ | ------ | ------------------------------------------- |
| 1995   | 2014   | Андре Римайо |        | вице-президент сообщества коммун Труа-Валле |
| 2014   | 2020   | Брижит Сегар |        |                                             |

## Экономика
В 2010 году среди 324 человек трудоспособного возраста (15—64 лет) 218 были экономически активными, 106 — неактивными (показатель активности — 67,3 %, в 1999 году было 71,4 %). Из 218 активных жителей работали 183 человека (105 мужчин и 78 женщин), безработных было 35 (13 мужчин и 22 женщины). Среди 106 неактивных 12 человек были учениками или студентами, 69 — пенсионерами, 25 были неактивными по другим причинам.

## Фотогалерея

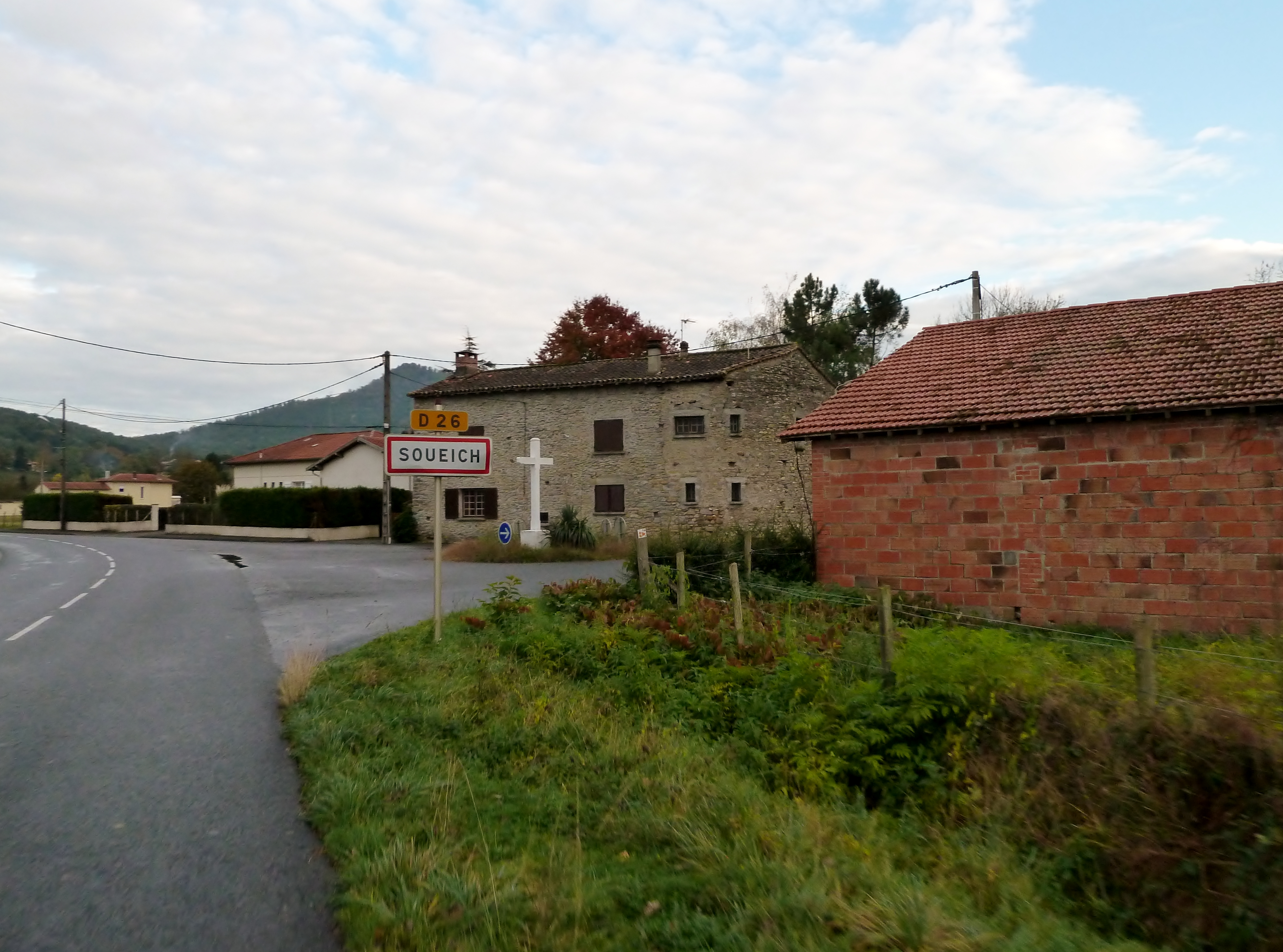
Въезд в Суэш
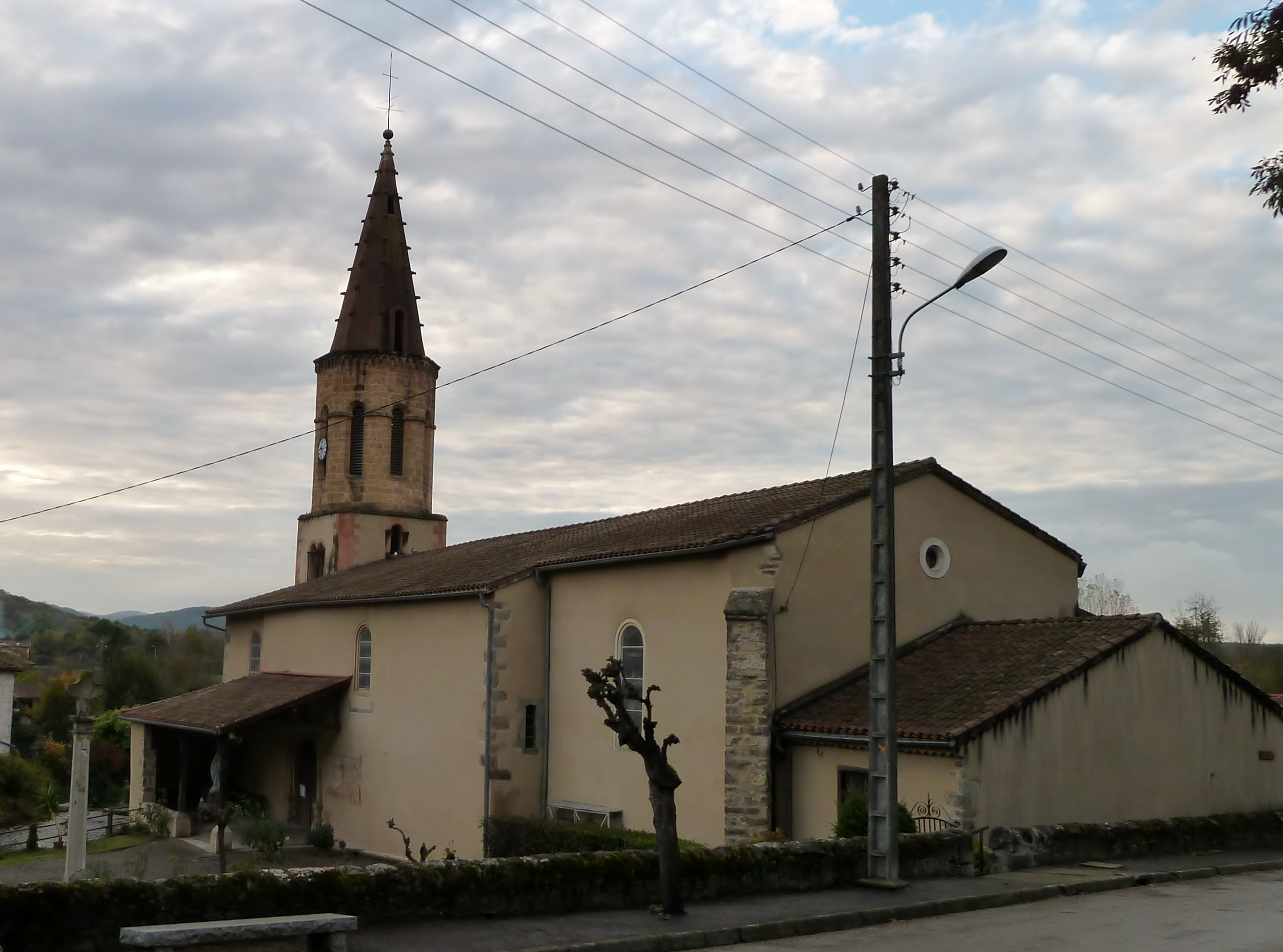
Церковь
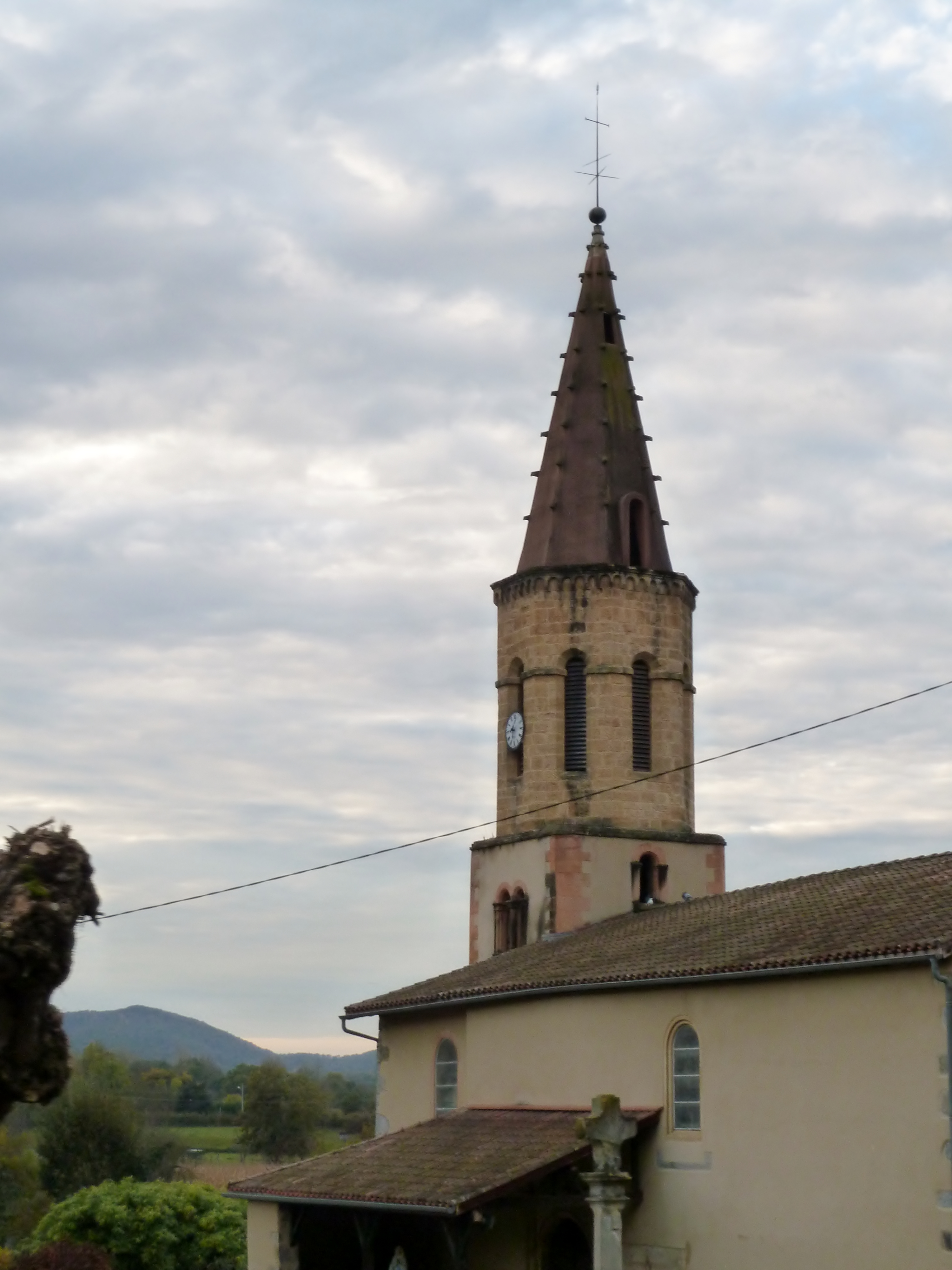
Церковь
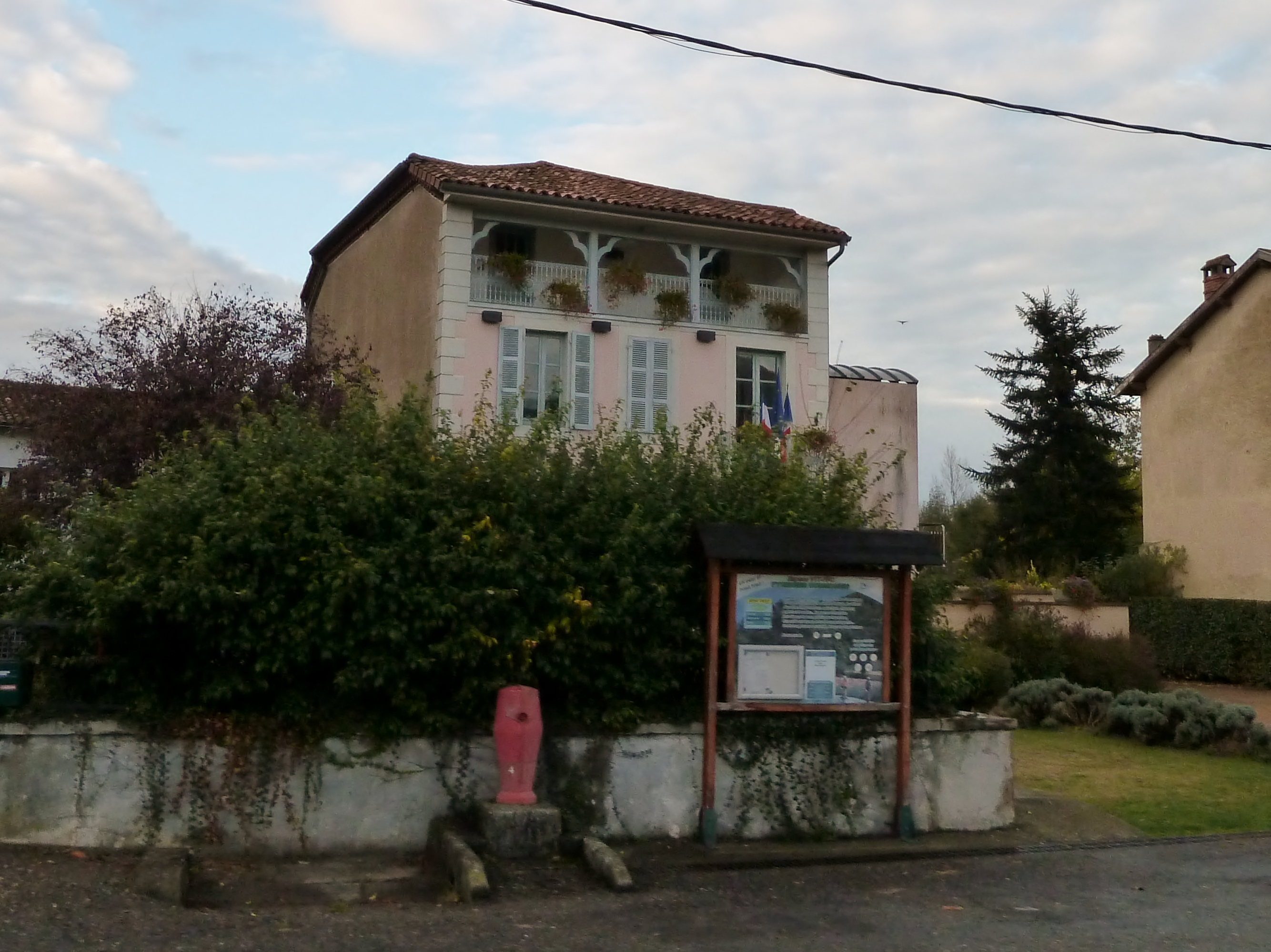
Мэрия
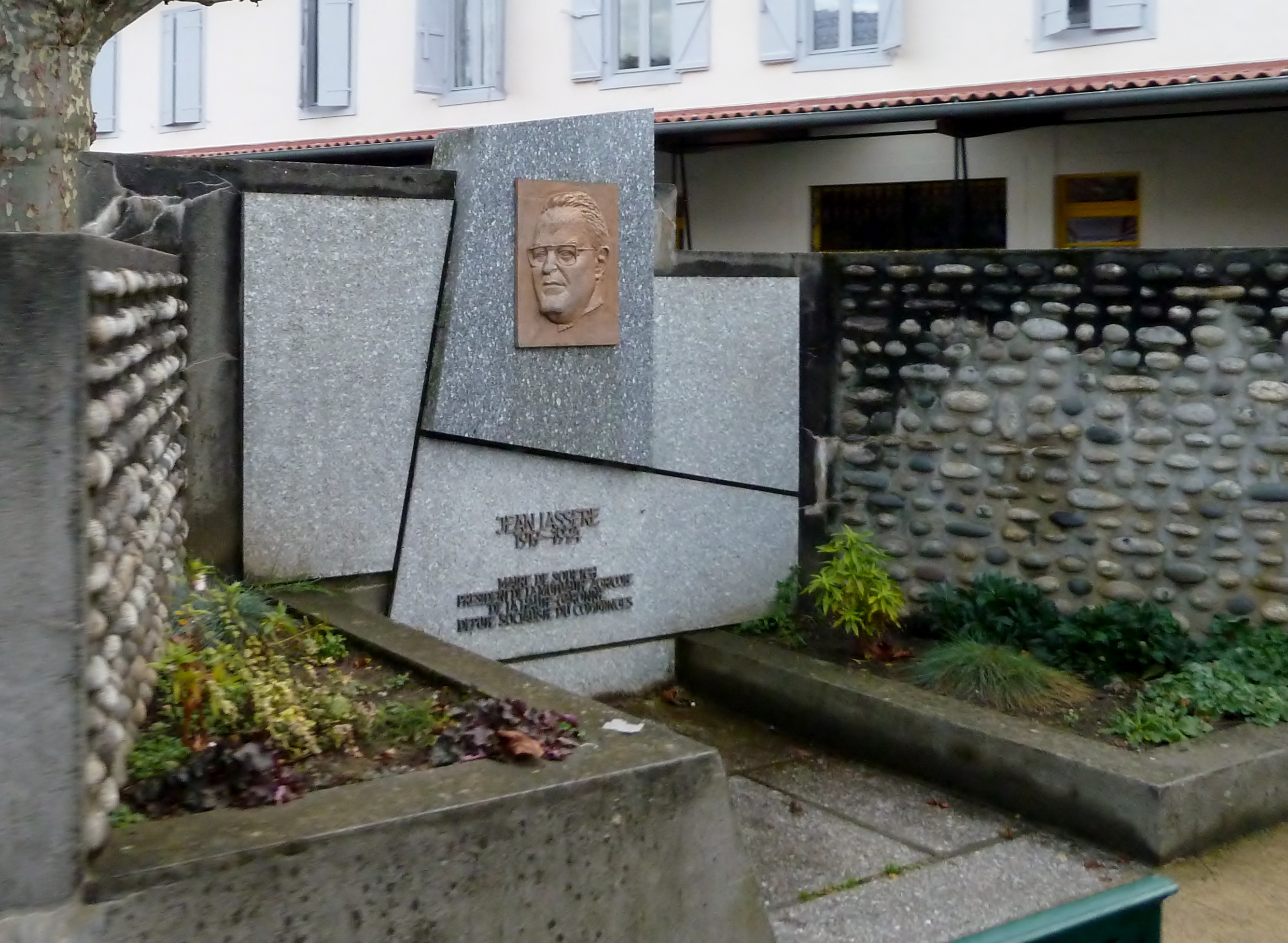
Памятник политику Жану Лассеру[фр.]